# Socket 462
Il Socket 462, conosciuto anche come Socket A, è il socket introdotto da AMD con le CPU Athlon Classic di seconda generazione, e poi utilizzato fino ai processori Athlon XP, oltre che per gli Athlon MP per i server, e gli ultimi Duron e Sempron. Andò a soppiantare lo Slot A utilizzato per i primi Athlon ed è stato sostituito a metà 2005 dai Socket 940 e Socket 754 per gli Athlon 64 di ultima generazione. È stato un socket molto longevo, durato dal 2000 fino al 2005 e ha ospitato processori da 600 MHz (Duron) fino a 2,33 GHz (Athlon XP 3200+) supportando bus di 100 MHz, 133 MHz, 166 MHz e 200 MHz.
La forma del socket 462, le sue dimensioni ed i contatti meccanici sono gli stessi dei corrispettivi del socket 370 (se escludiamo che quest'ultimo mancava di due delle sei alette di agganciamento presenti sull'altro socket). In conseguenza di ciò, molti dissipatori possono essere utilizzati su entrambi i socket. Tuttavia, non è detto che un qualsiasi dissipatore compatibile con uno dei due socket vada bene anche con l'altro: molti dissipatori per socket 370 sono troppo piccoli per soddisfare le necessità di un processore su socket 462, viceversa alcune schede madri con socket 370 non accettano i dissipatori per socket 462 perché troppo grandi.